# Siete Venas
Siete Venas (originalmente Siete Venas from del Monte) es una banda argentina de rock fusionada con ska, punk, folklore y cumbia formada en el 2004 en El Chaltén (provincia de Santa Cruz). El origen del nombre se debe a una planta (hierba) medicinal de la zona, dice la banda que con la música traemos alegría a la gente; como una medicina.

## Historia
Se formó en 2004 en El Chaltén, donde residen todos los integrantes de la banda. Algunos de ellos ex riogalleguenses que emigraron hacia el monte, como otros provenientes de lugares más lejanos como Mendoza, San Juan o Rosario.
Si bien tuvieron un breve periodo realizando temas de bandas influyentes como Mano Negra, Manu Chao y algunas otras bandas del rock nacional, rápidamente se volcaron a la composición de temas propios que dieron identidad al grupo llevándolos a Río Gallegos, donde fueron elegidos como ganadores del concurso Estudio Uno realizado en el año 2006 por la Subsecretaría de Cultura de la provincia.
Luego de grabar un demo en la localidad de Río Turbio durante el 2007, decidieron visitar las diferentes localidades de la provincia de Santa Cruz y trabajar en la grabación de un nuevo disco, material que constituye el primer disco profesional de Siete Venas, El Precio Amigo.

### From del Monte (2007)
Este material discográfico de carácter demo fue grabado en el año 2007 en estudios Socavón de la localidad de Río Turbio, provincia de Santa Cruz.

### El Precio Amigo (2009)
El Precio Amigo es el primer disco oficial de la banda, grabado en noviembre de 2007 en estudio El Cangrejo, La Boca, Buenos Aires con la producción artística de Charlie Desidney y Goy Ogalde. Roy Madsen colaboró como músico en las pistas de saxo.

### Al Viaje Lohagoigual (2012)
Es el segundo trabajo discográfico de la banda, fue grabado en septiembre del 2010 en estudio El Cangrejo y fue lanzado el 25 de enero del 2012.

### Aonikenk (2014)
Es el tercer disco oficial de la banda, grabado entre junio y julio de 2013 en El Cangrejo Records con la producción artística de Charlie Desidney

### Vivo en Patagonia (2016)
Es el cuarto disco oficial de la banda y el primero en vivo, grabado el 18 de diciembre de 2015 en Río Gallegos con la producción artística de Charlie Desidney

### Poder Star (2019)
Es el quinto disco oficial de la banda, grabado entre septiembre y octubre de 2018 en Romaphonic, otra vez bajo la producción artística de Charlie Desidney

## Estilo
Siete Venas tiene un amplio abanico de influencias musicales, con una marcada base de rock latino fusionada con ska, punk, folklore y cumbia. La gran variedad musical se apoya también en la diversidad temática de sus letras que plantea situaciones de la vida cotidiana como el viento patagónico, amores y sus desencuentros, relatos del paisaje imponente con sus montañas y cuestiones más cosmopolitas como problemáticas globales.

## Shows
En Chaltén ya es reconocida la fiesta de año nuevo organizada por la banda, como así también su participación en la Fiesta Nacional del Trekking o el Festival Internacional de Boulder.
Considerada la banda de rock con mayor proyección a nivel patagónico por los medios de prensa regionales[cita requerida], desde el año 2006 visitan casi todas las localidades de la Provincia de Santa Cruz. 
Realizado varias giras: "La Costa de Santa Cruz" en el 2007, "De Gira Por Acá Nomás" en el 2008, "Patagonia Norte" en el 2009, y "Al Viaje Lohagoigual" (con Palo Pandolfo) en el 2011, abarcando otras provincias de la región patagónica.
Han participando de festivales de rock como el Comodoro Rock 09 y el Cosquín Rock 2010. 
En el año 2017 realizaron una gira Europea, realizando conciertos en países como Alemania y  Austria.

## Integrantes
- Víctor Carrie – Voz y segunda guitarra

- Daniel Valdez – Primera guitarra y coros

- Jesús Cubillos – Bajo y coros

- Mauro Piombo – Teclados y coros

- Juan José Lazos – Batería y coros

## Discografía

### Discografía oficial
- 2007 - From del Monte
- 2009 - El Precio Amigo
- 2012 - Al Viaje Lohagoigual
- 2014 - Aonikenk
- 2016 - Vivo en Patagonia
- 2019 - Poder Star